# 志垣一郎
志垣 一郎（しがき いちろう）は、日本の経営システム工学・数理工学者。工学博士（東北大学）。大阪工業大学工学部技術マネジメント学科元教授。日本ロジスティックスシステム学会元評議員。 
専門は、経営システム工学・数理工学（SPSS因子分析含む）、技術マネジメント・生産システム工学・経営意思決定。

## 略歴
1970年京都大学工学部数理工学科卒業。のちに、東北大学大学院工学研究科にて工学博士（東北大学）。神戸製鋼所中央研究所にて、主に鉄鋼の数理解析研究に携わる。1995年同社電子技術研究所で生産システム・経営意思決定関連の研究に従事。2006年大阪工業大学工学部技術マネジメント学科（現：情報科学部データサイエンス学科）教授。2014年大阪工業大学退官。
大阪工業大学工学部技術マネジメント学科において、特に経営工学と数理工学の融合研究（のちのデータサイエンス学）・育成に貢献した。また、学生アンケートからのSPSS数理分析による教育工学の向上にも寄与した。
主な所属学会は、日本経営工学会、システム制御情報学会、日本ロジスティックスシステム学会、日本オペレーションズ・リサーチ学会、日本鉄鋼協会。主な著書は、ものづくりに役立つ経営工学の事典 : 180の知識 （分担執筆、朝倉書店2014、学術書）。

## 主な研究
- マルチエージェントによる輸送問題の自律分散型解法
- 工場レイアウト問題の遺伝的アルゴリズムによる最適化
- ニューラルネットワークを用いた知識獲得に関する研究
- データと領域知識を用いた焼結プロセス操業知識の獲得方法[5]
- 品質劣化を考慮した冷凍原料の最適化発注計画[6]